# Eeva Ruoppa
Eeva Ruoppa   (Miehikkälä, 2 de maig de 1932 - Kotka, 27 d'abril de 2013), de soltera Eeva Saarainen, fou una esquiadora de fons finlandesa que va competir durant la dècada de 1960.
El 1960 va prendre part en els Jocs Olímpics d'Hivern de Squaw Valley, on disputà dues proves del programa d'esquí de fons. Guanyà la medalla de bronze en la prova dels relleus 3x5 quilòmetres, formant equip amb Siiri Rantanen i Toini Pöysti, mentre en la cursa dels 10 quilòmetres fou onzena. Quatre anys més tard, als Jocs d'Innsbruck, fou vuitena en la prova dels 5 quilòmetres i novena en la dels 10 quilòmetres. En el seu palmarès també destaca una medalla de bronze al Campionat del Món d'esquí nòrdic.